# San Augustine County
San Augustine County ist ein County im östlichen Teil des US-Bundesstaats Texas. Der Sitz der County-Verwaltung (County Seat) befindet sich in San Augustine. Historisch gehört es zu den frühesten Ansiedlungszentren angelsächsischer Siedler in Texas. Benannt ist es nach einem christlichen Heiligen, Augustinus von Hippo. Das County ist ländlich geprägt; wirtschaftlich dominieren Land- sowie die in Osttexas stark präsente Holzwirtschaft. Aufgrund des nahegelegenen Sam Rayburn Reservoirs sowie zweier als National Forest ausgewiesener Gebiete kommt als weiterer Faktor der Naherholungstourismus hinzu. Mit 7.918 Einwohnern (Volkszählung: 2020) sowie einer Flächenausdehnung von 1.534 Quadratkilometern zählt das County eher zu den „kleinen“ texanischen Countys. Einzige City im County ist San Augustine; mit dem Status Town versehen ist darüber hinaus die im Südteil des Bezirks gelegene Ortschaft Broaddus.

## Geografie

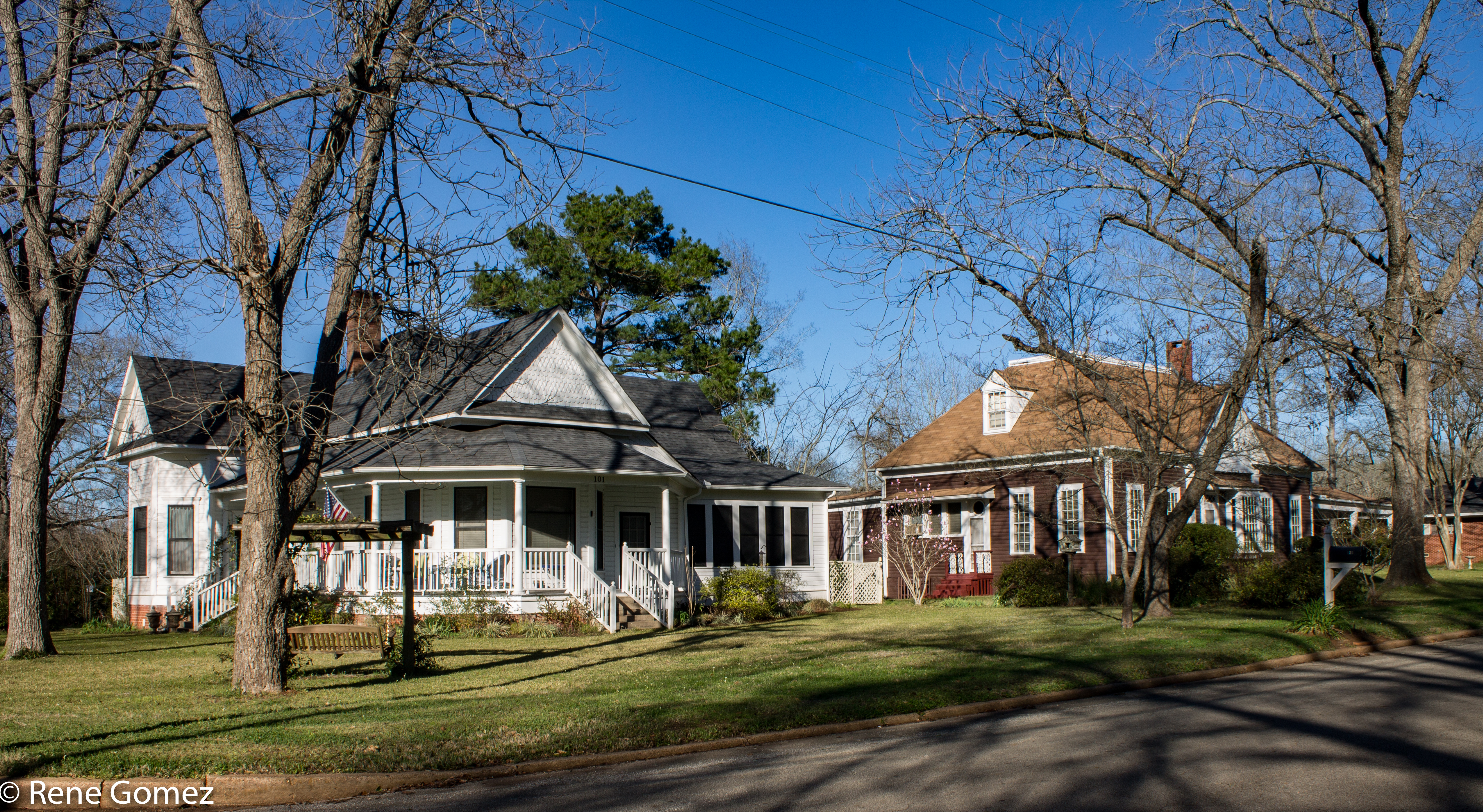
San Augustine Residential Historic District

San Augustine County liegt im äußersten Osten von Texas, nicht weit entfernt von der Staatsgrenze zu Louisiana. Seine Flächengröße beträgt 1.534 Quadratkilometer; 167 davon sind Wasserfläche. Die südliche Grenze bildet das Sam Rayburn Reservoir – ein langgezogener Stausee, welcher den Unterlauf des Angelina River aufstaut. Die Westgrenze zum benachbarten Nacogdoches County bildet der Attoyac Bayou, ein Fließgewässer, welches in das Sam Rayburn Reservoir einmündet. Zentrales Gewässer ist der Ayish Bayou. Er fließt in Nord-Süd-Richtung durch das County und mündet ebenfalls in das Sam Rayburn Reservoir. Im Uhrzeigersinn grenzt der Bezirk an die Countys Nacogdoches (Westen), Shelby (Norden), Sabine (Osten) Jasper (Südosten) und Angelina (Südwesten). Die Entfernung zwischen der Bezirkshauptstadt San Augustine und dem – die Grenze zum US-Bundesstaat Louisiana bildenden – Sabine River beträgt rund 20 Kilometer, die zur Regionalmetropole Nacogdoches rund 30 Kilometer. Die Entfernung zur nord-zentraltexanischen Metropole Dallas beträgt rund 300 Kilometer, die zum osttexanischen Metropolzentrum Houston knapp 200.
Großlandschaftlich ist San Augustine County Teil der osttexanischen East Timberland-Region. Vorherrschend ist eine ebene, stark bewaldete Landschaft mit sanft-welligen Erhebungen. Vorherrschend ist Kiefern- und Harthölzer-Bewuchs – bei letzteren vor allem Eichen. Die Waldlandschaft wird vor allem von Ackerland sowie Weide- beziehungsweise Heuanbau-Flächen durchbrochen. Der Boden variiert von hellen, sandigen Partien zu rotem Lehmboden und dunklem Lehmboden im Süden. Die Höhenlage liegt zwischen 40 und 120 Meter über dem Meeresspiegel. Häufig vorkommende mineralische Rohstoffe sind Öl, Gas, Braunkohle, Industriesand sowie Ton. Zwischen 21 und 30 Prozent des Bodens sind erstklassiges Ackerland. Neben Gemüse-, Baumwolle- und Maisanbau sind Milchwirtschaft sowie Hühnerzucht die vorherrschenden Faktoren; als weiterer Faktor hinzu kommt die in Osttexas stark verbreitete Holzwirtschaft.
Die Siedlungsstruktur ist dünn und ländlich geprägt. Rund ein Viertel der Einwohnerschaft (2.216 gemäß der Volkszählung von 2010) lebt in der Bezirkshauptstadt San Augustine. Einzige größere Ortschaft ist Broaddus im Süden des Countys (Einwohnerzahl: 216). Neben dem Angelina National Forest, der den Großteil der südlichen Bezirkshälfte einnimmt und teilweise ins benachbarte Angelina County hineinragt, hat das County einen kleinen Anteil am Sabine National Forest, welcher in östlicher Richtung bis zur Bundesstaatsgrenze zu Louisiana reicht. Wichtige Verbindungsstraßen sind der – in West-Ost-Richtung durch San Augustine hindurchführende – State Highway 21, den in Nord-Süd-Richtung an der Stadt vorbeiführende US-Highway 96, der in Süd-Nord-Richtung durch den Angelina National Forest hindurchführende State Highway 147 und der den Südteil des Countys passierende State Highway 103. Ergänzt wird das Straßensystem durch einige Farm-to-Market-Roads, die teilweise ebenfalls die Bezirkshauptstadt zum Zielpunkt haben.
Das Klima in der Region ist – gemäß der Klassifikation von Köppen – subtropisch-feucht (Typus: Cfa). Typisch sind heiße, feuchte Sommer und milde bis kühle Winter. Die Sommer fallen normalerweise etwas feuchter aus als die Winter. Darüber hinaus liegt die Region im Einzugsgebiet tropischer Wirbelstürme. Die durchschnittliche Jahrestemperatur in der Bezirkshauptstadt San Augustine beträgt 19 °C. Wärmster Monat ist Juli mit einer Durchschnittstemperatur von 28,1 °C, kühlster Monat der Dezember mit einer Durchschnittstemperatur von 9,2 °C. Höchste gemessene Temperaturen sind 44,4 °C im August, die niedrigsten −13,3 °C im Januar. Die durchschnittliche Jahresniederschlagsmenge ist 1331 mm. Regenreichster Monat mit 142,2 mm ist Dezember, trockenster Monat mit 86,4 mm Juli.
|                       | Jan   | Feb   | Mär   | Apr  | Mai   | Jun   | Jul  | Aug  | Sep   | Okt   | Nov   | Dez   |   |      |
| Mittl. Tagesmax. (°C) | 14,6  | 16,7  | 21,1  | 24,7 | 28,7  | 32,2  | 33,7 | 34,2 | 31,1  | 25,9  | 20,5  | 15,3  | ⌀ | 24,9 |
| Mittl. Tagesmin. (°C) | 2,0   | 3,9   | 8,1   | 11,8 | 17,1  | 20,7  | 22,3 | 21,8 | 18,2  | 12,4  | 7,6   | 2,9   | ⌀ | 12,4 |
|                       |       |       |       |      |       |       |      |      |       |       |       |       |   |      |
| Niederschlag (mm)     | 114,0 | 126,0 | 114,0 | 94,0 | 133,0 | 135,0 | 86,0 | 91,0 | 103,0 | 124,0 | 128,0 | 138,0 | Σ | 1386 |

| 2,0 |

| 3,9 |

| 8,1 |

| 11,8 |

| 17,1 |

| 20,7 |

| 22,3 |

| 21,8 |

| 18,2 |

| 12,4 |

| 7,6 |

| 2,9 |

| 2,0 |

| 3,9 |

| 8,1 |

| 11,8 |

| 17,1 |

| 20,7 |

| 22,3 |

| 21,8 |

| 18,2 |

| 12,4 |

| 7,6 |

| 2,9 |

## Geschichte

### Spanische und mexikanische Kolonialphase

Spanische Kolonialzeit: Texas als Provinz des Königreichs Neuspanien

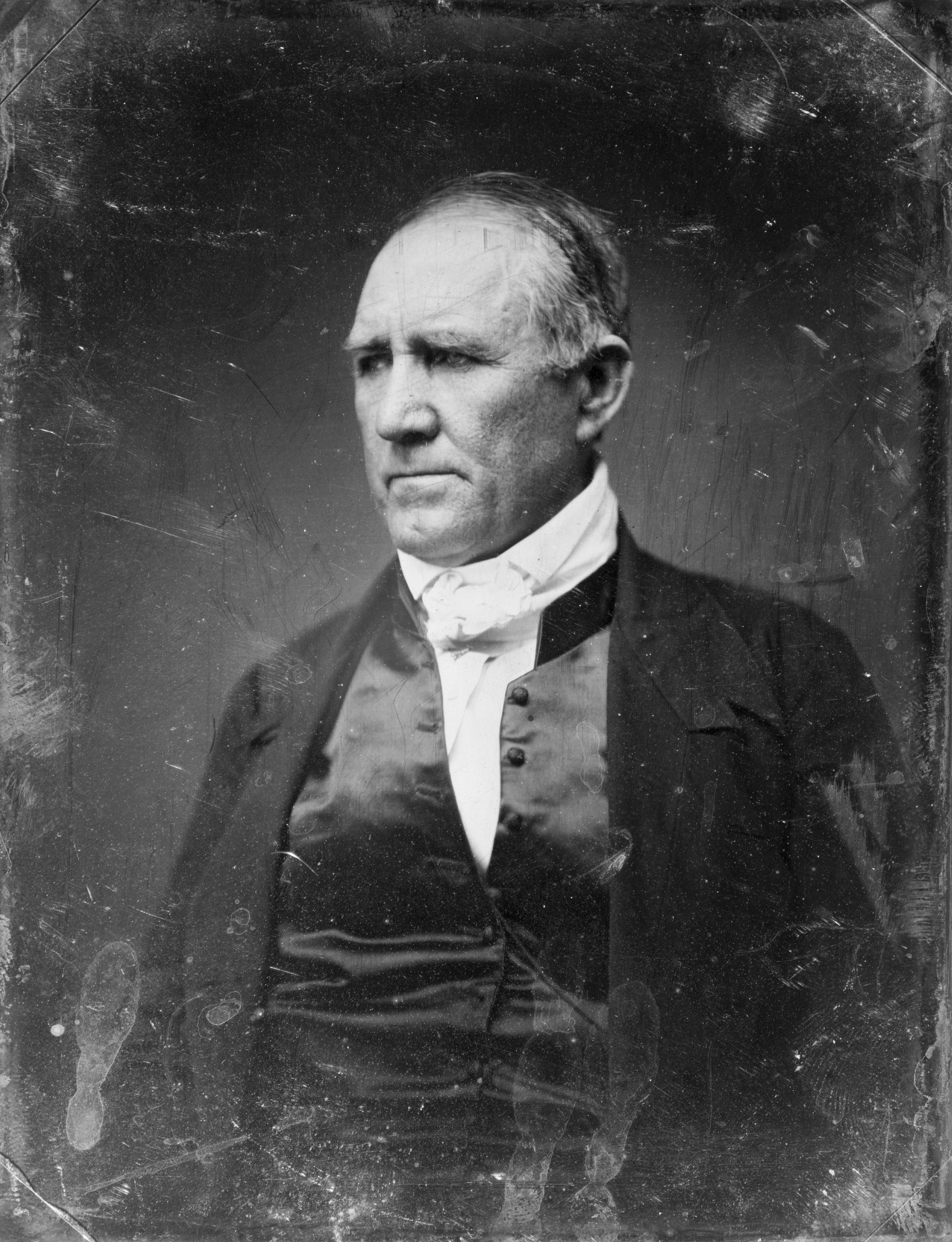
Sam Houston (1856)

Vor der Ankunft der Europäer war die Region von Stämmen der Caddo-Gruppe bewohnt. Die Gegend um den Ayish Bayou war das Refugium einer Untergruppe, der Ais. Eine spanische Expedition durchstreifte bereits 1540 das Gebiet. Da die nördliche Grenze von Neuspanien weitab der zentralmexikanischen Verwaltungszentren lag, fanden bis zum Ende des 17. Jahrhunderts keine weiteren Erkundungs- oder Besiedlungsaktivitäten statt. 1690 ließen sich französische Händler in der Nähe des heutigen Natchitoches in Louisiana nieder. Sie fanden drei Indianersiedlungen vor mit ungefähr 500 Einwohnern. Als Reaktion auf die französischen Aktivitäten zeigten nunmehr auch die Spanier verstärktes Interesse. Domingo Téran de los Rios erkundete den Verbindungsweg, der später zur Fernstraße Old San Antonio Road (spanischsprachige Bezeichnung: El Camino Real de los Tejas; kurz auch: El Camino Real) ausgebaut wurde. 1717 gründete der Dominikaner Antonio Margil de Jesús eine feste Ortspräsenz: die am Ayish Bayou gelegene Missionsstation Nuestra Señora de los Lolores de los Ais. 1773 deklarierte die neuspanische Verwaltung die Indianermission in der Region als gescheitert und gab sämtliche Missionsstationen in Nordosttexas auf.
Zum Ende des 18. Jahrhunderts setzte die Neubesiedlung ein. Träger waren in der Regel ehemalige Bewohner. In unmittelbarer Nachbarschaft des neu konstituierten Ayish Bayou-Bezirk befand sich ab 1806 der sogenannte Neutral Ground. Festgelegt als Pufferzone zwischen der neuspanisch-mexikanischen Provinz Texas und dem US-amerikanischen Louisiana, entwickelte sich der – auch unter dem Namen Sabine Free State bekannte – Landstreifen zu einem Magnet für Abenteurer, Gesetzlose und Landspekulanten. In den ersten beiden Jahrzehnten des 19. Jahrhunderts ließen sich die ersten angelsächsischen Einwanderer im Ayish Bayou-Distrikt nieder. Hinzu kamen versprengte Überreste östlicher Indianerstämme wie der Cherokee, Kickapoo, Delaware und Shawnee. 1819 wurde das erste Sägewerk errichtet; 1825 setzte der Baumwollanbau in der Region ein. Schwerpunkt der angelsächsischen Ansiedlung war der nördliche Bereich des heutigen Countys. Während des ersten Aufstandsversuchs gegen die mexikanische Zentralmacht, der Fredonian Rebellion im Jahr 1827, verhielten sich die Siedler der Region abwartend. Im Zug weiterer Auseinandersetzungen mit der mexikanischen Zentralregierung, die 1832 in der Schlacht von Nacogdoches eskalierten und die mexikanische Militärpräsenz in Osttexas de facto beendete, stellte die Ansiedlung ein eigenes Freiwilligen-Kontingent.
Die Gründung der späteren County-Hauptstadt San Augustine erfolgte 1834. Ein unter dem Vorsitz des Alcalde der Siedlung, William McFarland, bestimmtes Komitee aus 15 Bewohnern legte gemeinsam den Platz der Stadtgründung fest. Die Bewohner der Ayish Bayou-Siedlungen beteiligten sich aktiv an den Unabhängigkeitskonvents 1832 und 1833. Der spätere texanische Präsident Sam Houston errichtete in San Augustine ein Büro. Im Zug des Ausbruchs der Unabhängigkeitskämpfe wurde er 1836 zuerst zum Kommandeur der Streitkräfte in San Augustine gewählt, später zum Oberbefehlshaber der gesamten texanischen Streitkräfte. Kurzzeitig in San Augustin auf hielt sich auch der aus Tennessee stammende ehemalige Kongressabgeordnete Davy Crockett. 1835 in der Absicht nach Texas gekommen, sich in der Red-River-Region niederzulassen, verpflichtete er sich nach seiner Ankunft auf den Kampf für die texanische Unabhängigkeit. Mit einer kleinen Gruppe von Tennessee-Freiwilligen verließ er Anfang 1836 San Augustine, um die Besatzung des vorgeschobenen Postens Fort Alamo bei San Antonio zu unterstützen. Im Zug des Vormarschs der mexikanischen Armee unter General Antonio López de Santa Anna – speziell nach dem Massaker von Goliad am 27. März 1836 – verließen viele Einwohner die Stadt. Nach dem kriegsentscheidenden Sieg von San Jacinto erfolgte die Wiederaufnahme der üblichen Ansiedlungsaktivitäten.

### Bis zum Ende des 19. Jahrhunderts

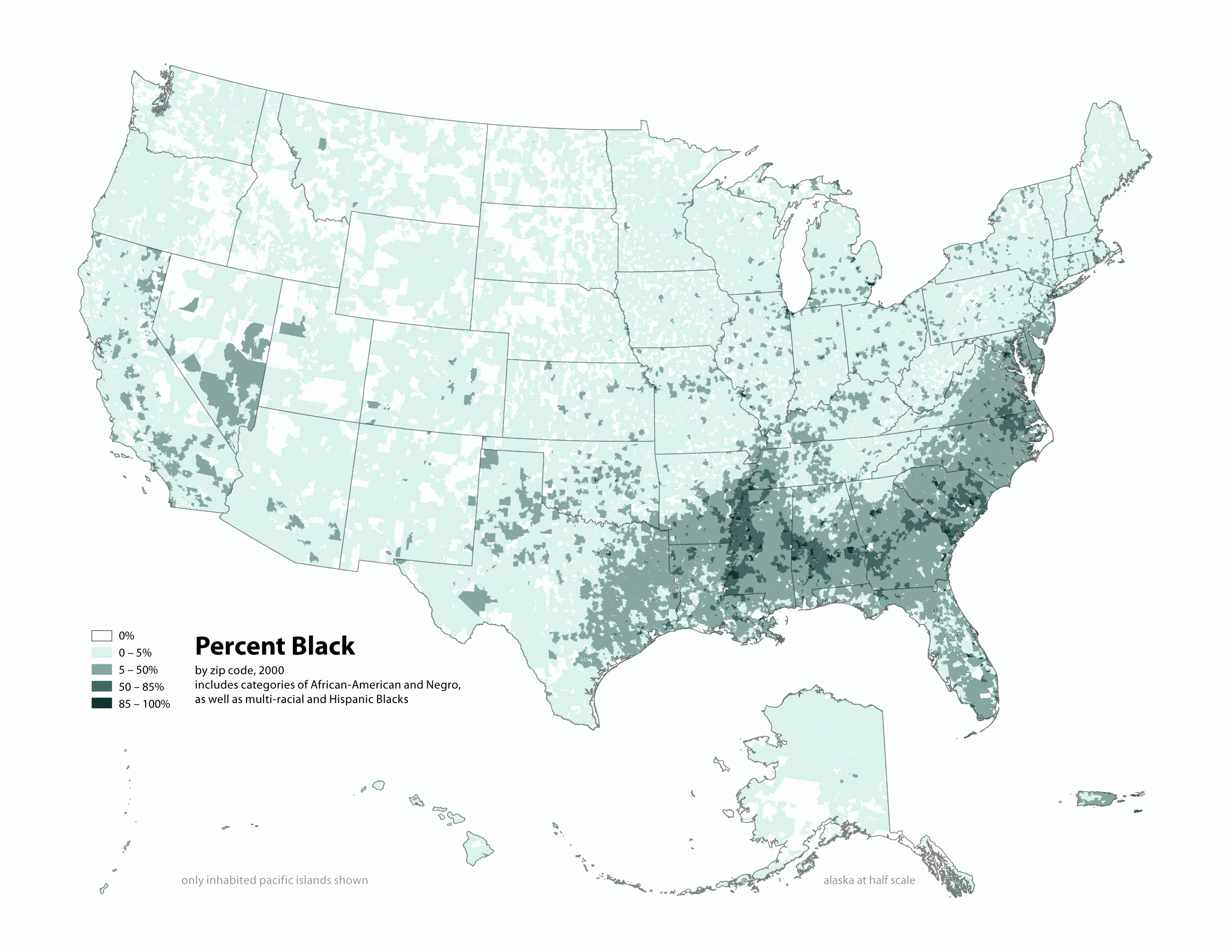
Afroamerikanische Siedlungsschwerpunkte in den USA

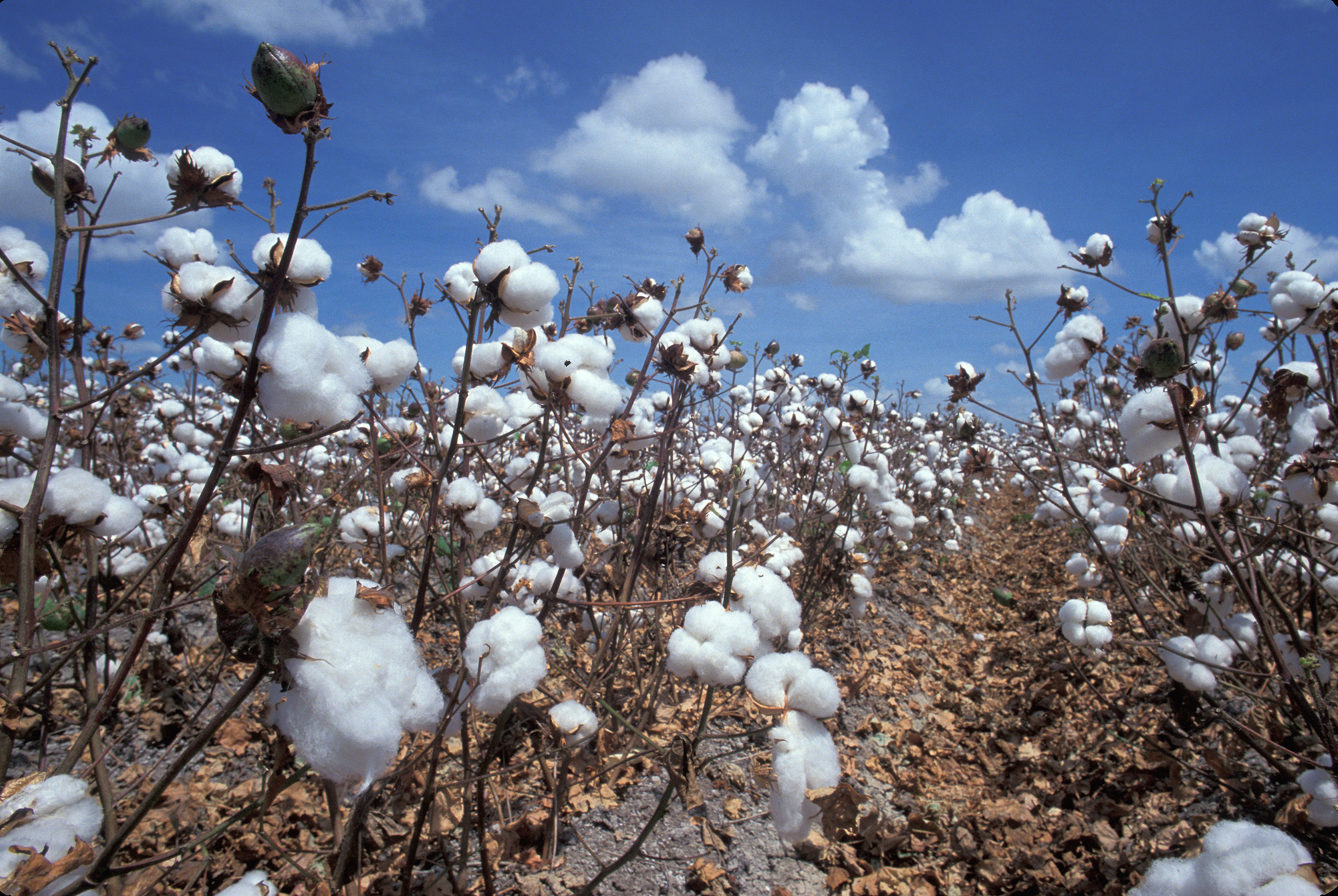
Baumwolle – lange Zeit ein wichtiges Anbauprodukt

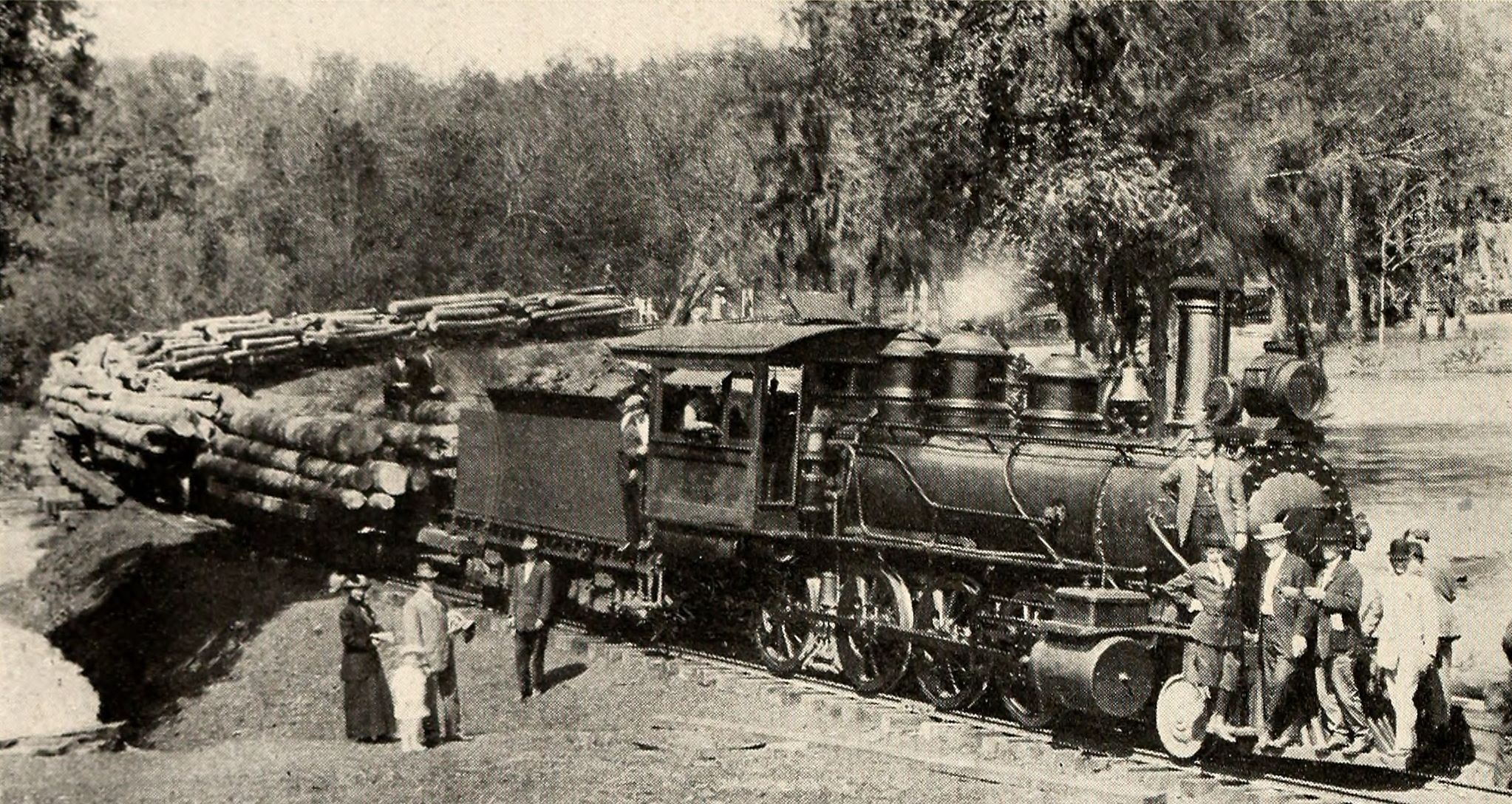
Holz-Abtransport via Eisenbahn (1916)

1837 wurde San Augustine County – als eines der ersten texanischen Countys nach Erringung der Unabhängigkeit – offiziell begründet. Die bewaffneten Konflikte in der osttexanischen Region dauerten bis Mitte der 1840er an. 1838 wurde die Córdova Rebellion niedergeschlagen – ein Versuch der mexikanischstämmigen Altsiedler, ihre gesellschaftliche Position zu behaupten. 1839 wurden die letzten Indianer, die noch in der osttexanischen Region lebten, gewaltsam vertrieben. Die Konflikte, welche durch die Gesetzlosen-Ansiedlungen in der Neutral-Ground-Zone in die Region hineingetragen wurden, eskalierten ab 1840 im sogenannten Regulator–Moderator War – einer Fehde, in der sich zwei Fraktionen von Landerschließern gegenseitig bekämpften und die mehrere Countys in Osttexas in Mitleidenschaft zog. Beendet werden konnte der Konflikt erst durch eine Intervention Sam Houstons. 1844 wurde die Region zur allgemeinen Besiedlung freigegeben. Die meisten Neusiedler waren Kleinbauern und Viehzüchter aus Alabama und Tennessee.
Im Verlauf der Antebellum-Periode vor dem Bürgerkrieg prosperierte die Region. Die landwirtschaftliche Wirtschaft mit den Schwerpunkten Baumwoll- und Maisanbau wurde zunehmend durch Schulen, öffentliche Verwaltungseinrichtungen, Zeitungen sowie Manufakturen ergänzt. Eine Begleiterscheinung der historischen Entwicklung war die Übernahme des südstaatlichen Systems der Sklaverei. Eine Folge davon: der hohe, für Osttexas charakteristische Anteil an afroamerikanischer Bevölkerung. Entsprechend stieg mit der Anzahl der (freien) County-Bewohner auch die Anzahl der Sklaven: 1850 lebten im County 3.648 Einwohner, darunter 1.561 afroamerikanische Sklaven, 1860 waren es 4.094 Einwohner, darunter 1.717 Sklaven.
Bei der US-Präsidentschaftswahl 1860 stimmten die Einwohner des Countys mit überwiegender Mehrzahl für den Kandidaten der Sezession – den Südstaaten-Demokraten John Breckinridge. Das 1861 neu gewählte County-Parlament begrüßte die Sezession. San Augustine County stellte für die Konföderation eine Infanterie- und zwei Kavallerie-Einheiten, die auf den Kriegsschauplätzen in Missouri und Virginia zum Einsatz kamen. Um die Region vor einer Nordstaaten-Invasion zu schützen, wurde zusätzlich ein unabhängiges Bataillon der 3. Texas Brigade in San Augustine stationiert. Versorgungsengpässe traten in dem abseits der Kriegsschauplätze gelegenen County erst zum Kriegsende hin auf. Ein Konfliktpunkt der Nachkriegsära war die einsetzende Rekonstruktionspolitik der Union. Die Bestrebungen, Afroamerikaner zu Wahlen zu mobilisieren, während ehemaligen Konföderierten dieses Recht versagt blieb, führte zur Begründung eines örtlichen Ku-Klux-Klan-Ablegers. Die Klan-Angehörigen übten in der Nachkriegsära massive Gewalt aus – unter anderem mittels demonstrativer Auspeitschung afroamerikanischer Aktivisten, um diese zum Verlassen des Countys zu zwingen. Nach dem Rückzug der Bundestruppen 1868 ging die südstaatliche Vigilanz zurück; der Klan-Ableger löste sich schließlich auf.
Die politischen Mehrheiten im County gestalteten sich auch in dem an die Rekonstruktionsphase anschließenden Gilded Age wechselhaft. 1872 und 1876 votierten die County-Wähler mehrheitlich für die Präsidentschaftskandidaten der Republikaner – 1876 allerdings nur mit einem Vorsprung von sieben Stimmen. Die wirtschaftliche Lage im letzten Viertel des 19. Jahrhunderts gestaltete sich zunehmend schwierig. Die neuen Ballungszentren Houston und Dallas sowie die Präriegebiete von Westtexas zogen immer mehr Einwanderer an, so dass San Augustine nicht mehr – wie bisher – von seiner Rolle als Tor nach Texas profitieren konnte. Die rückläufigen Erträge aus den traditionellen Landwirtschaftssektoren wurden zwar durch Zuckerrohr-Anbau und Schweinezucht kompensiert. Da Industrie und Handel jedoch ebenfalls rückläufig waren, geriet die Region wirtschaftlich mehr und mehr auf den absteigenden Ast.

### 20. und 21. Jahrhundert

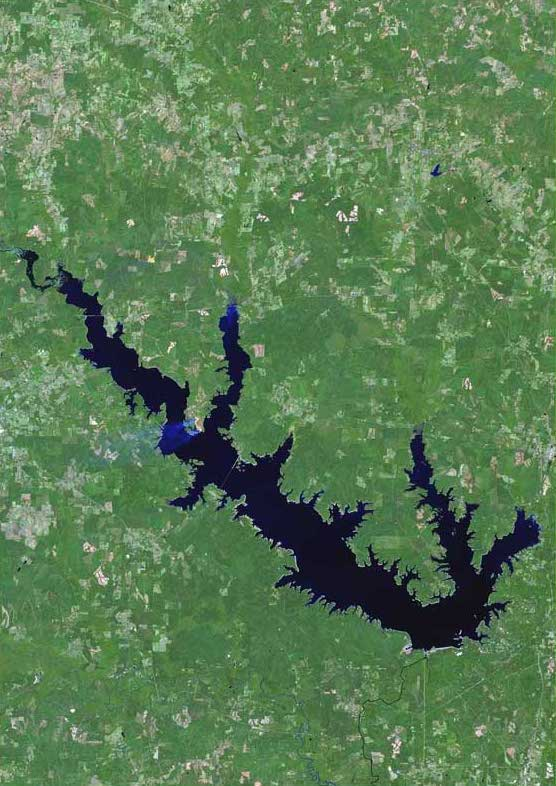
Sam Rayburn Reservoir (Satellitenaufnahme)

Einen wirtschaftlichen Neuaufschwung leitete der ab 1901 erfolgende Anschluss an das Eisenbahnnetz ein. Zugute kam dies vor allem der Holzindustrie. War der Abtransport zuvor nur über das lokale Flussnetz möglich, sorgten nun zwei Eisenbahnlinien für die regionale Anbindung sowie entsprechende Transportmöglichkeiten. Die großflächigen Rodungen hatten zudem den Effekt zusätzlichen Ackerlands. Auch produkttechnisch diversifizierte sich die Landwirtschaft in den ersten Jahrzehnten des 20. Jahrhunderts zunehmend aus. Die Farmer im County ergänzten die landwirtschaftliche Produktpalette mit Nutzpflanzen wie Tomaten, Paprika, Kartoffeln, Kohl und Erbsen. Ebenfalls stark an stieg die Haltung von Nutztieren – speziell von Milchkühen und Hühnern. In den fünfzig Jahren zwischen 1890 und 1940 führte die wirtschaftlich günstige Entwicklung fast zu einer Verdoppelung der Einwohnerschaft (1890: 6.688; 1940: 12.471).
Politisch wies die Struktur des Countys auch im 20. Jahrhundert die typischen Probleme des alten Südens auf. Speziell in den Jahren nach 1900 nahmen die Maßnahmen zur Einschränkung des Wahlrechts fast dramatische Formen an. Betrug die Anzahl eingetragener Wähler 1900 noch 1.353, hatte sie sich acht Jahre später auf weniger als die Hälfte reduziert – 528. Die Wirtschaft, in den Jahrzehnten vor dem Zweiten Weltkrieg noch prosperierend, verzeichnete nach dem Krieg einen erneuten Abschwung. Ein nachteiliger Faktor hier war die zunehmende Abwanderung in die texanischen Metropolzentren – ein Prozess, der bereits während des Kriegs eingesetzt hatte und sich danach, wenn auch in abgeschwächter Form, fortsetzte. Parteipolitisch waren die Demokraten die Favoriten. Eine Ausnahme hier war die Präsidentschaftswahl 1968, in welcher der rechtskonservative Südstaaten-Demokrat George Wallace mit seiner American Independent Party das Gros der osttexanischen Countys – so auch das San Augustine County – für sich gewinnen konnte.
Die Bevölkerungsanzahl bewegte sich in der zweiten Hälfte des 20. Jahrhunderts ungefähr auf dem Level von 1900. Die Landwirtschaft war in der Nachkriegsperiode rückläufig. Die Anzahl der Betriebe halbierte sich. Besonders betroffen war die Milchwirtschaft. Unter dem texanischen Durchschnitt lagen auch die Bildungsabschlüsse: Nur 11 Prozent der Einwohner hatten einen High School- oder Collegeabschluss. Infrastrukturelle Verbesserungen brachte der Bau zweier großer Staudämme – des Sam Rayburn Reservoirs (Fertigstellung: 1965) und des Toledo Bend Reservoirs, welches den die Grenze zu Louisiana bildenden Sabine River weitflächig aufstaute (Fertigstellung: 1966).
Nichtsdestotrotz vermittelten die Bezirkshauptstadt San Augustine sowie die umliegende Region auch zum Ende des 20. Jahrhunderts das Bild einer rückwärtsgewandten, abgelegenen Gegend. Im Unterschied zu dem südwestlich gelegenen Regionalzentrum Lufkin, dass zum Brennpunkt der wirtschaftlichen Aktivitäten in der Region avancierte, gelang es San Augustine nur unzulänglich, eine Reaktion auf die veränderten ökonomischen und kulturellen Bedingungen zu finden. Der Historiker William Seale charakterisierte die Entwicklung mit den Worten: „Jede Stadt hat ihren Tag, und der Tag von San Augustine scheint während der Republik von Texas gewesen zu sein.“
Überregional in den Blickpunkt der Öffentlichkeit geriet das County 1989. Anlass war eine sich über ein Jahr erstreckende Ermittlung von Bundes-, Staats- und Lokalpolizei-Behörden, welche zutage förderte, dass sich im County drei Kokain-Verteilungsketten etabliert hatten. Resultat der unter dem Codewort „White Tornado“ laufenden Operation waren rund 50 Anklagen sowie Dutzende von Haftstrafen. Als ein symbolträchtiges Indiz für den Niedergang der Stadt charakterisierte die Tageszeitung Houston Chronicle die im Zug des Firmen-Konkurses erfolgte Schließung des örtlichen Schnellrestaurant-Ablegers Dairy Queen im Jahr 2014. Wiederholt berichtete der Chronicle jedoch auch von Versuchen örtlicher Initiativen, die vorhandenen historischen Stätten aufzuwerten und auf diese Weise den Tourismus in der Region zu stärken.

## Demografie und Politik

Ergebnisse der US-Präsidentenwahl 2016 in Texas

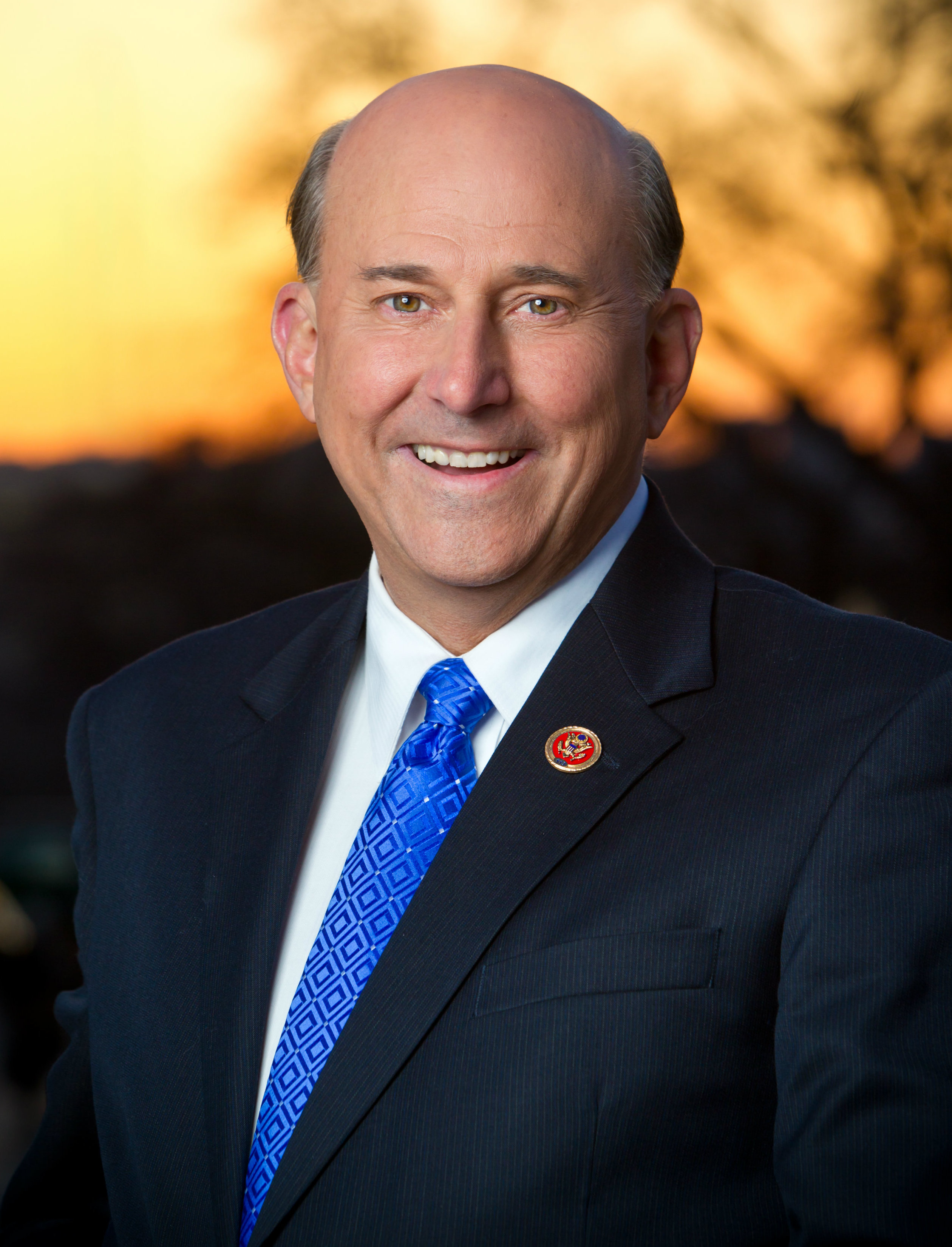
Louie Gohmert (2013)

Vor dem Texanischen Unabhängigkeitskrieg zählte das Gebiet des späteren San Augustine County zwar zu den Besiedlungszentren. Von der nach dem Bürgerkrieg im Bundesstaat einsetzenden Erschließungsboom profitierte die osttexanische Region jedoch vergleichsweise wenig. Starke Bevölkerungsanstiege verzeichnete das County vor allem in der Periode zwischen 1890 und 1940. In dieser Zeit verdoppelte sich die Einwohneranzahl von 6.688 auf 12.471 (mit einem Zenit von 13.737 bei der Volkszählung 1920). Nach dem Zweiten Weltkrieg sank die Einwohnerzahl ab auf den Stand während der Jahrhundertwende. Nach einem Tief 1960 mit 7.722 Einwohnern lag sie 2010 bei 8.865.
Laut US-Zensus betrug 2016 ermittelte Einwohnerzahl 8.556 Personen. 4.174 davon waren männlich, 4.382 weiblich. 6.811 Einwohner waren älter als 18 Jahre, 1.745 Einwohner Kinder oder Jugendliche, 2.155 Einwohner älter als 65 Jahre. Der ermittelte Altersmedian von 47,9 Jahren lag deutlich über demjenigen der Vereinigten Staaten insgesamt (37,7 Jahre) und mehr als 13 Jahre über dem für Gesamt-Texas (34,2 Jahre). Ähnlich wie in der osttexanischen Region insgesamt waren Weiße die stärkste Bevölkerungsgruppe. Eine starke Minderheit bildeten Afroamerikaner; Hispanics beziehungsweise Latinos, die dritte große Ethnie, waren auch im San Augustin County weniger stark präsent. Konkret wiesen die Zahlen von 2016 5.883 Einwohner als Weiße aus (68,8 %), 1.855 als Afroamerikaner (21,7 %) und 576 als Hispanic oder Latino (6,7 %). 127 Einwohner (1,5 %) bezeichneten sich als Indian Natives, 7 als Asiaten (0,1 %); 108 oder 1,3 % schließlich gaben an, zwei oder mehr Ethnien angezugehören. Das Medianeinkommen pro Haushalt betrug 29.426 US-Dollar (USD). Im Vergleich lag es damit deutlich unter dem des Bundesstaates Texas (54.700 US-Dollar) sowie der USA insgesamt (55.300 US-Dollar). Als Personen, die in Armut leben, wies der Zensus 23,8 % aus, als Personen ohne Krankenversicherung 18,4 %.
Ebenso wie Texas allgemein ist auch die osttexanische Region, in der das County liegt, eine Hochburg der Republikaner. Der parteipolitische Großtrend im 20. Jahrhundert – die massenhaft vollzogene und insbesondere für die ehemaligen Südstaaten charakteristische – Wählerwanderung von den Demokraten hin zu den Republikanern schlug sich auch im Wahlverhalten der Wähler im San Augustine County nieder. Wie ganz Texas war auch das County bis weit in die 1960er hinein eine Hochburg der Demokraten. Bei den Präsidentschaftswahlen 1960 errang John F. Kennedy mit fast zwei Drittel der Stimmen ein herausragendes Ergebnis (Vergleichswerte Texas insgesamt: 50,5 %). 1968 erhielt der prononciert rechtskonservative und die Rassentrennung befürwortende Ex-Demokrat George Wallace 46,2 % die meisten Stimmen im County. Der hohe Stimmenanteil, den Wallace in Osttexas für sich erzielen konnte, wurde allerdings durch das Gesamtvotum des Bundesstaats, der mehrheitlich für Hubert Humphrey votierte, konterkariert.
Dem in den 1970ern einsetzenden Bundesstaats-Trend hin zu den Republikanern schlossen sich die Wähler im San Augustine County erst vergleichsweise spät an: Während in den Präsidentschaftswahlen 1980, 1988, 1992 und 1996 die Mehrheit der Stimmen im Staat an die Republikaner ging, votierten die Einwohner im San Augustine County für die demokratischen Kandidaten Jimmy Carter, Michael Dukakis und Bill Clinton. Seit dem Jahr 2000 votieren sowohl die Wähler des San Augustine County als auch des Bundesstaats Texas konstant für die Präsidentschaftskandidaten der Republikanischen Partei. Seit der Wahl 2008 (John McCain gegen Barack Obama) übersteigen die republikanischen Stimmanteile im County diejenigen im Bundesstaat um sieben bis neun Prozent. Bei der 2016 errang Donald Trump gegen Hillary Clinton sogar eine Mehrheit von fast drei Viertel der abgegebenen Stimmen (Gesamt-Texas: 52,1 %). In einigen osttexanischen Countys lagen die Ergebnisse für Trump noch höher (Beispiel: das benachbarte Sabine County mit 86,0 % zu 13,2 %). Ergebnisse von mehr als 90 % fuhr Trump darüber hinaus in einigen Countys der mitteltexanischen Prärie-Region sowie im nordtexanischen Panhandle ein.
Einen Umschwung gab es auch hinsichtlich des – seit 1871 in ununterbrochener Folge von der Demokratischen Partei gestellten – Abgeordneten für das US-Repräsentantenhaus. Vertreter für den First District of Texas ist seit 2004 der Republikaner Louie Gohmert. Der Bezirk, der neben San Augustin County die osttexanischen Countys Marion, Upshur, Harrison, Gregg, Smith, Rusk, Panola, Shelby, Nacogdoches, Sabine, Angelina sowie Teile des Cass County umfasst, bestätigte Gohmert seit seiner Erstwahl in sämtlichen Folgewahlen bis einschließlich 2016. Gohmert zählt zu den Parteigängern der Tea-Party-Bewegung; speziell bei den Themen Klimawandel, Abtreibungsrecht und Einwanderung vertritt er prononciert rechtskonservative Positionen.

## Verwaltung, Wirtschaft und Bildung

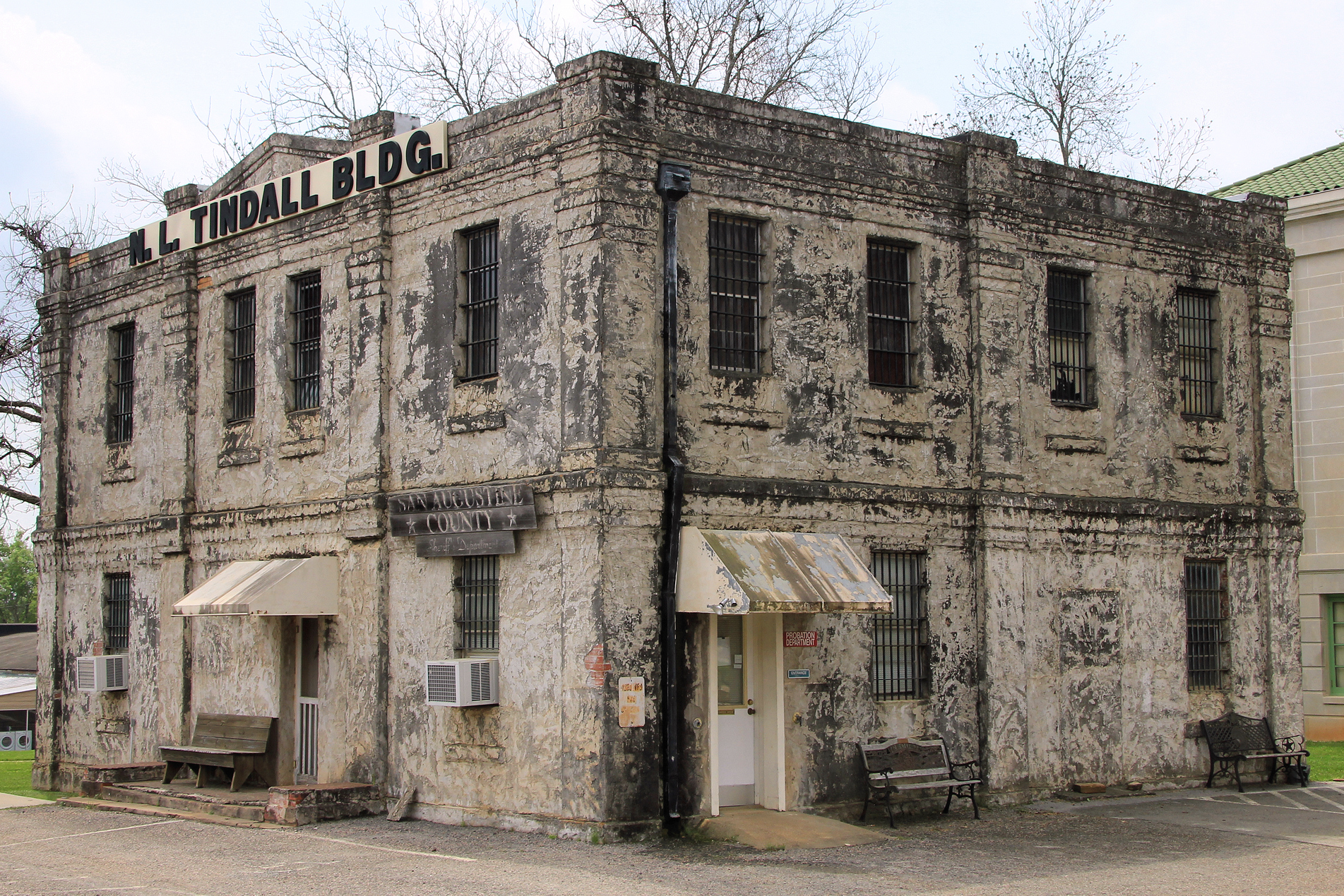
Historisches Gebäude: ehemaliges County Jail in San Augustine

Historisches Gebäude: Hail-Blount House in San Augustine

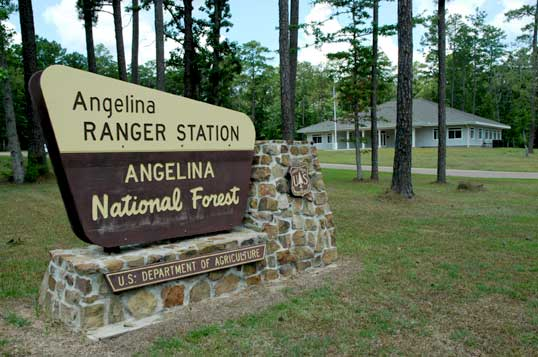
Ranger Station im Angelina National Forest

Verwaltungstechnisch ist San Augustine County in vier Bezirke untergliedert. Der erste deckt die Nordwestecke des Countys ab, der zweite die nordöstliche Ecke. Der dritte umfasst den Rest des östlich des Ayish Bayou gelegenen Gebiets sowie den beidseits des Mündungsarms in das Sam Rayburn Reservoir gelegene, zum Angelina National Forest gehörende Territorium. Der vierte Bezirk liegt gegenüber auf der westlichen Seite des Ayish Bayou. Die Grenzen der vier Bezirke treffen in der Bezirkshauptstadt San Augustine aufeinander und teilen das Stadtgebiet so auf, dass zu jedem Bezirk ein Teil mit dazugehört.
Laut Webseite des Countys war das für den Landkreis zuständige Sheriffbüro 2018 mit vier Mitarbeitern besetzt. Ergänzt werden die polizeilichen Funktionen durch jeweils einen Constable für die vier Bezirke. Die Bezirksverwaltung weist – inklusive der zuständigen Justizstellen – rund 20 Mitarbeiter auf. San Augustine County verfügt über zwei School Districts (San Augustine ISD und Broaddus ISD). Teile des Countygebiets werden von den Schulbezirken der beiden außerhalb liegenden Ortschaften Chireno (Nacogdoches County) und Brookeland (Jasper County) mit abgedeckt. Colleges in der näheren Umgebung sind das Angelina College in Lufkin und das Panola College in Carthage. Nächstgelegene Universität ist die Stephen F. Austin State University in Nacogdoches.
Haupt-Wirtschaftsfaktoren des Countys sind den Angaben der offiziellen County-Homepage zufolge die Bereiche Bildung, Gesundheits- und Sozialdienstleistungen, Produktion, Landwirtschaft, Forstwirtschaft, Fischerei, Bergbau, Einzelhandel sowie Bauwesen. Den County-Angaben zufolge betrug die Arbeitslosenquote im Jahr 2010 10,5 %. Die Seite statisticalatlas.com weist als Haupt-Wirtschaftsfaktoren die Bereiche Handel (17,8 %), Gesundheitswesen (16,5 %) und Sonstige Dienstleistungen (9 %) auf, gefolgt von Transport und Handwerk mit jeweils 8,4 %. Der traditionelle Sektor Landwirtschaft rangiert mit 3,8 % relativ hintan, ebenso die Förderung von Bodenschätzen, Gas und Erdöl (3, 1%). 64,5 % der Beschäftigten sind bei Privatunternehmen beschäftigt, 15,4 % bei Trägern für soziale Dienstleistungen, 9,3 % sind Gewerbetreibende, 4,2 % Beschäftigte der kommunalen Verwaltung, 2,9 % Selbstständige und 2,7 % Staatsangestellte.

## Sehenswürdigkeiten und Kultur
San Augustine County verfügt über unterschiedliche landschaftliche, touristische sowie kulturelle Attraktionen. Die wichtigsten sind:
- das Sam Rayburn Reservoir. Der an der County-Südgrenze gelegene Stausee bietet Wassersport- und Angelmöglichkeiten. Angler benötigen einen für Texas gültigen Angelschein; Wasserski und andere Sportarten unterliegen ebenfalls den staatlichen Vorschriften. Zusätzlich gibt es am Stausee Bootsrampen sowie Erholungsräume. Im Einzugsbereich des County liegt darüber hinaus das Toledo Bend Reservoir, welches ähnliche Angebote für Touristen zur Verfügung stellt.[24]
- der Angelina National Forest. Der Großteil des – sich beiderseits des Sam Rayburn Reservoirs erstreckenden – Staatswalds liegt im San Augustine County. Outdoor- und Erholungsaktivitäten werden durch zusätzliche Infrastruktur-Angebote unterstützt.[25] In der Nähe des San Augustine Visitor Centers befindet sich ein Vogelschutzgebiet, welches für einige Vogelarten im Uferbereich des Ayish Bayou als Rückzugsrefugium eingerichtet wurde.[26] In der Nordostecke hat das County zudem Anteil am Sabine National Forest – einem weiteren Staatswald, dich quer durch das östlich gelegene Sabine County bis zum Toledo Bend Reservoir und der Staatsgrenze zu Louisiana zieht.
- Historic Places und Landmarks. Hierzu zählen eine Reihe Gebäude in der historischen Altstadt von San Augustine wie das Thomas William Blount House, das Matthew Cartwright House, das William Garrett Plantation House, das alte County-Gefängnis sowie das historische Missionsgebäude Nuestra Senora de los Dolores de los Ais.[27]
- das Sassafras-Festival. Das im Oktober stattfindende Stadtfest zieht Besucher aus der gesamten osttexanischen Region an. In der Regel findet es vor dem Gerichtsgebäude in der Innenstadt von San Augustine statt. Attraktionen sind unter anderem Live-Auftritte unterschiedlicher Künstler, ein Streichelzoo sowie eine Oldtimer-Ausstellung.[28]

## Sonstiges
Im Auftrag der Farm Security Administration, einer im Zug der New-Deal-Politik begründeten Behörde zur Unterstützung der sozial und kulturell benachteiligten Landbevölkerung, fertigte der Fotograf John Vachon 1943 eine Serie von Fotos mit Schulkindern in San Augustine County. Wie alle Bilder, welche im Auftrag der FDA entstanden, wurden auch diese mit einer Public-Domain-Lizenz versehen und stehen somit der Allgemeinheit kostenlos zur Verfügung.

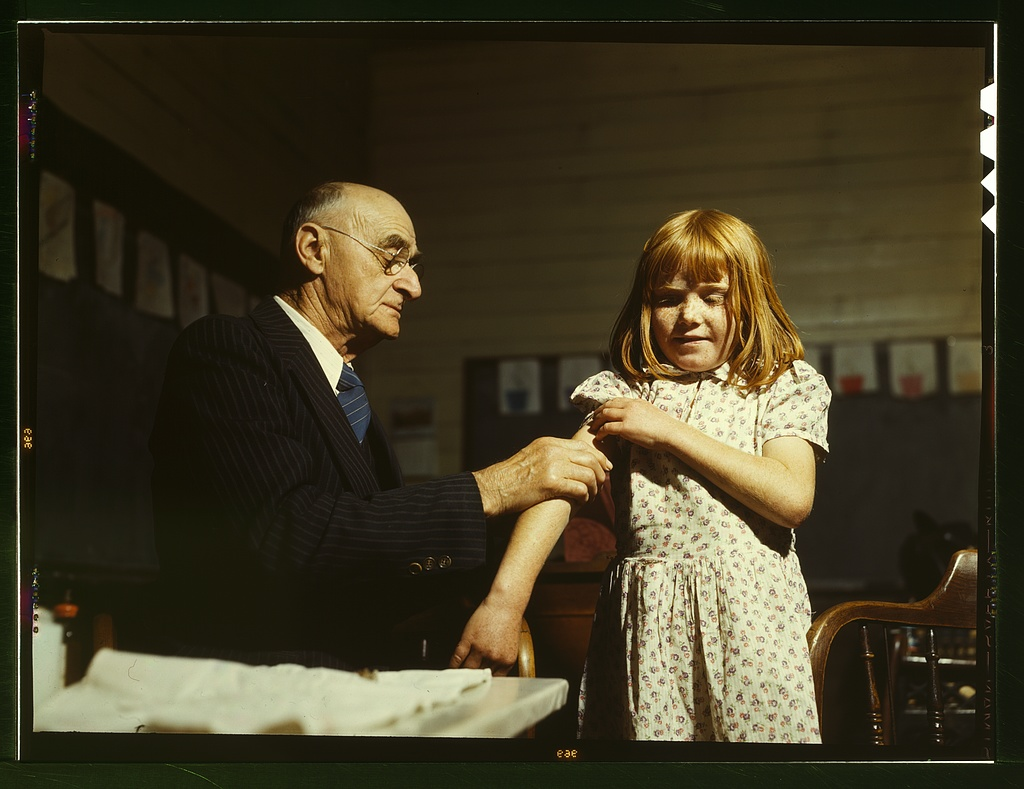
Schulalltag: Der Arzt Dr. Schreiber verabreicht einer Schülerin eine Injektion
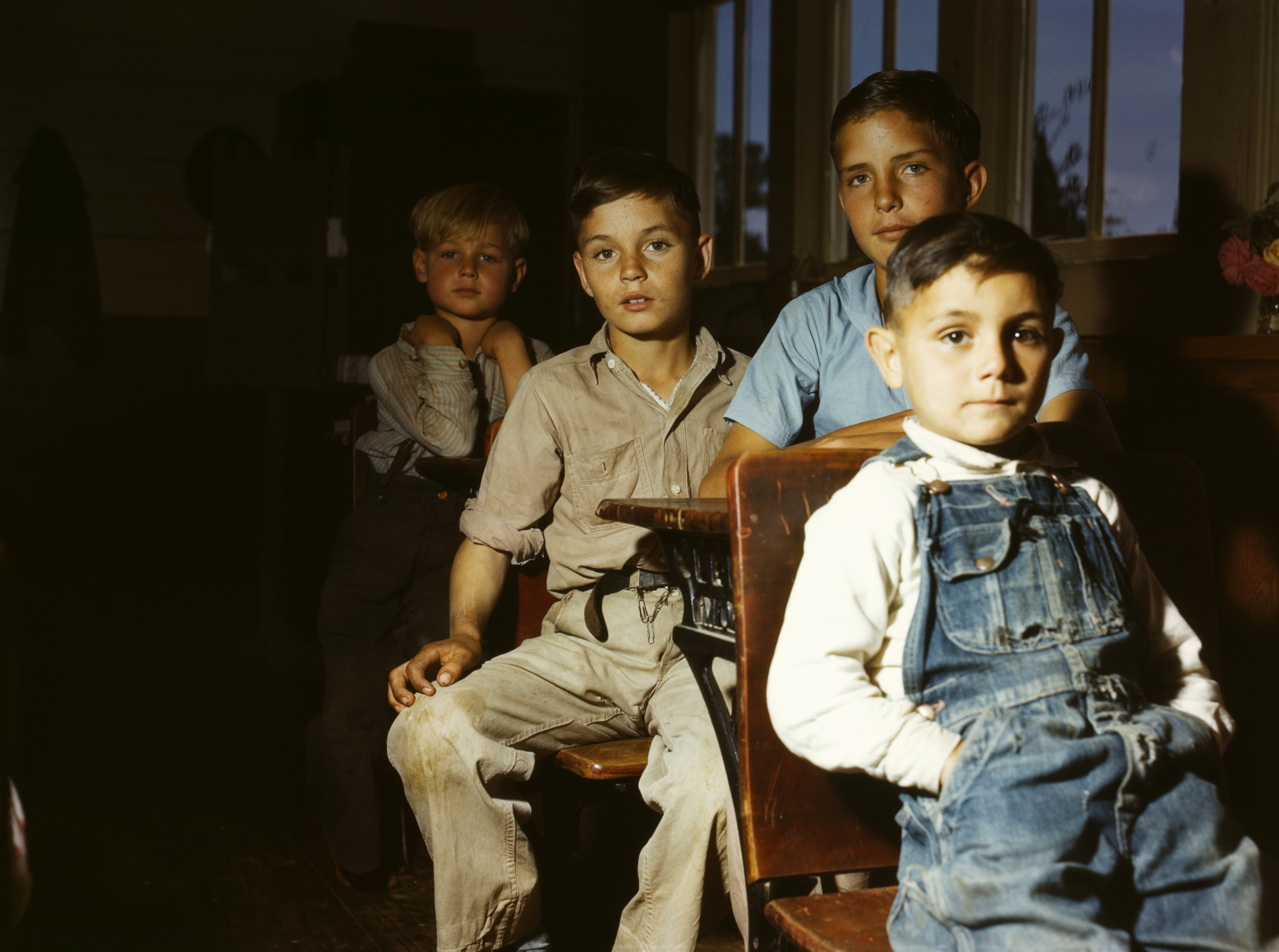
Schulklasse
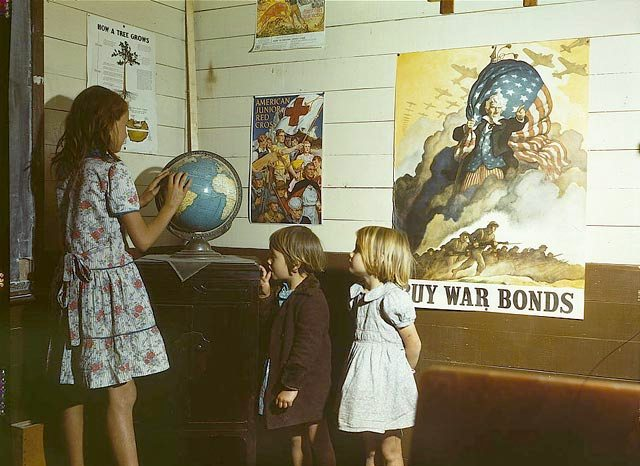
Klassenraum. Hintergrund: Plakate zur Zeichnung von Kriegsanleihen
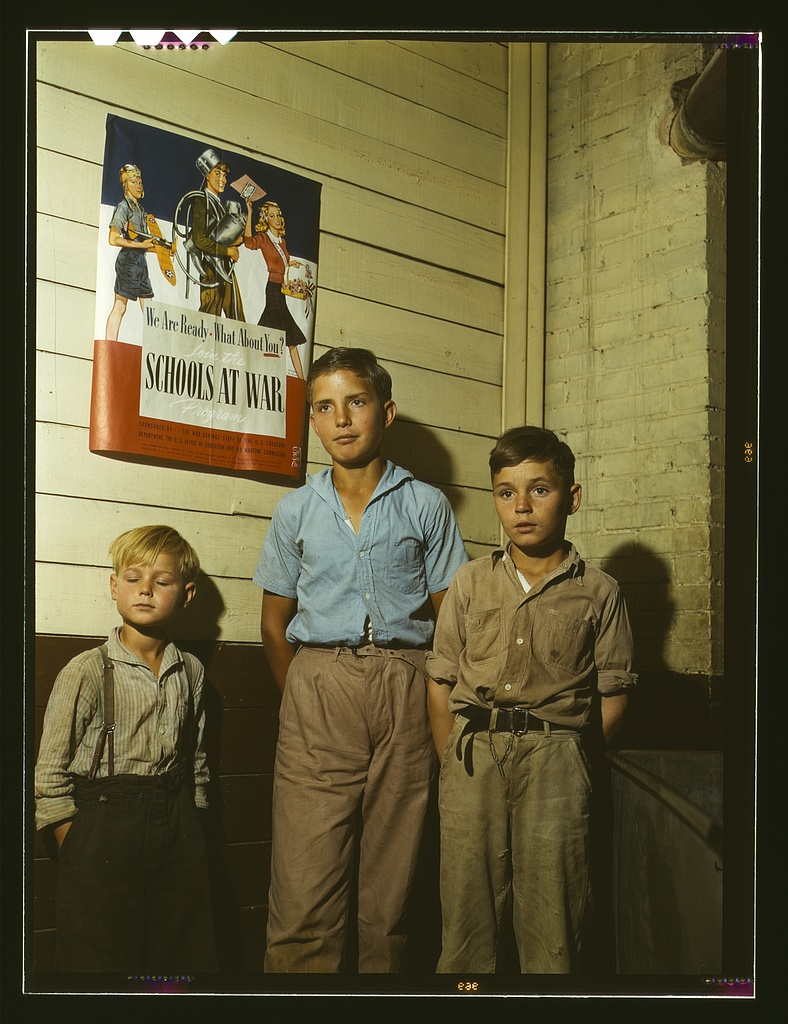
Schüler in San Augustine
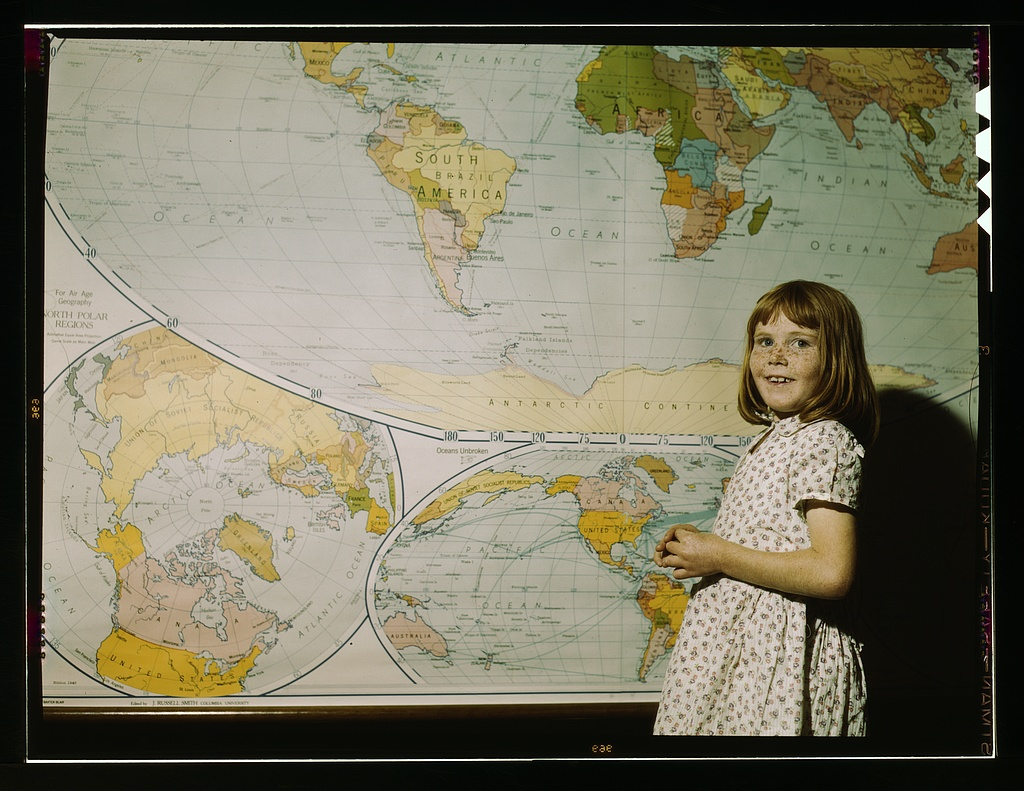
Schülerin vor Weltkarte